# Alessandro Cagliostro
Hrabě Alessandro Cagliostro (vlastním jménem Giuseppe Balsamo; 8. června 1743 Palermo – 26. srpna 1795 San Leo u Urbina) byl italský okultista, alchymista a dobrodruh. Jako talentovaný podvodník, šarlatán a hochštapler stále znovu dokázal získávat a využívat důvěru vlivných současníků. Cagliostro se vydával za podnikavého zakladatele egyptského zednářství, cestoval po Evropě, dopouštěl se podvodů a zakládal lóže. Svůj život skončil v papežském vězení, když byl z trestu smrti omilostněn na trest doživotního žaláře.

## Život

### Mládí
Cagliostro se narodil jako syn sicilského řemeslníka a bankrotáře v chudinské čtvrti Palerma, kde také vyrostl.
V mladém věku vstoupil do místního kláštera řádu sv. Jana z Boha v Caltagirone, kde se věnoval ošetřovatelství. Jako asistent klášterního lékárníka získal první farmakologické znalosti, jež později využíval pro své „zázračné“ léky. Byl vyloučen za špatné chování a odmítnut i svými příbuznými.

### Cesty
Cagliostro byl přijímán nejvyššími kruhy společnosti a žil obdivován krásnými ženami jako úspěšný podvodník a hochštapler na úkor svých současníků. Poté, co konečně došlo ke konfliktu s úřady, utekl ze Sicílie. Podle vlastních údajů cestoval do Řecka, Egypta, Arábie, Persie, na Rhodos, kde ho údajně Řek Althotas učil alchymii a související „vědy“, a nakonec na Maltu. Tam se velmistrovi Maltézského řádu představil jako hrabě Cagliostro. Od velmistra, který se také zajímal o alchymii, obdržel doporučení pro slavné rody z Říma a Neapole, kam nyní cestoval. Uměl také vyvolat dojem, že má recept na výrobu zlata.

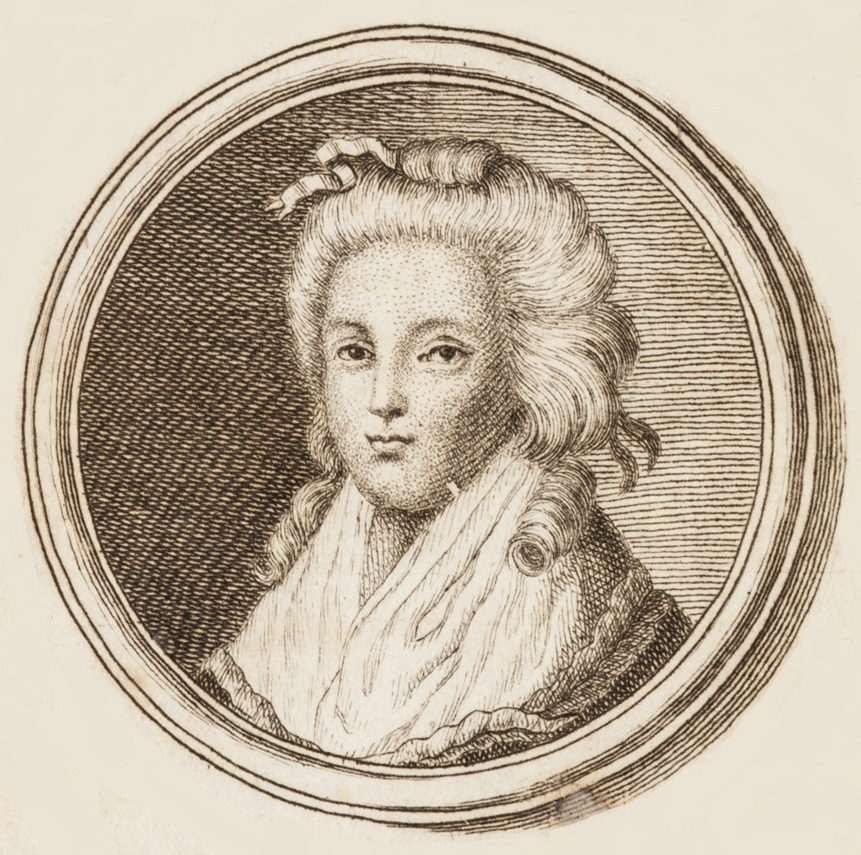
Lorenza Feliciani

V Římě se Cagliostro oženil s krásnou, ale bezohlednou Lorenzou Felicianiovou, s níž cestoval pod různými jmény do mnoha koutů Evropy. Navštívil roku 1771 Londýn a Paříž a prodával lektvary lásky, mládí a krásy, alchymistické prášky atd. a dosahoval vysokých zisků z jejich prodeje. Po dalších cestách na kontinent se vrátil do Londýna.

### „Egyptské zednářství“
Cagliostro vymyslel egyptský ritus o 90 stupních. V roce 1775 založil nové lóže na základě jím vytvořených egyptských ritů, aby vyšel vstříc mystickému trendu v zednářství. Egyptské zednářství patřilo od té doby k systému jeho hochštaplerství. Přitom zastával na rozdíl od běžného zednářstva názor, že ženy mají být rovnoprávně přijímány do lóží. První lóži určenou hlavně pro bohaté a vznešené dámy založil v roce 1775 v Haagu. Velmistryní byla Cagliostrova manželka Lorenza. Muži byli přijímáni bez ohledu na jejich náboženskou příslušnost, ale pouze v případě, že byli svobodní zednáři nebo disponovali odpovídajícím jměním. Kvůli podvodům s losy v loterii uprchl Cagliostro po krátké době z Haagu do Bruselu. Později se vynořil jako hrabě Pellegrini v Benátkách. V roce 1779 získal na území tehdejšího Ruska v Jelgavě (tenkrát pojmenované Mitau) přístup ke kuronské šlechtě. Podařilo se mu proniknout i do světa žen svým androgynním zednářstvím a přijmout část kuronské šlechty do svých loží, dokud se švagrové posledního kuronského vévody Petra Birona, spisovatelce baronce Elisabeth von der Recke, nepodařilo jeho hru prohlédnout.
Petrohrad
Také v Petrohradě se Cagliostro v roce 1780 pokusil zavést své egyptské zednářství a popularizovat je pod ochranou Kateřiny II. Tento projekt se však nezdařil, protože baronka Elise von der Recke carevnu včas varovala, za což byla odměněna panstvím. O případu též napsala. Tak se podařilo Cagliostra během spiritistické seance v bytě knížete Gagarina odhalit jako šarlatána. Ruské carevně příhoda posloužila jako základ k napsání tří komedií Sibiřští kouzelníci, Podvodníci a Podvedení, ve kterých se Cagliostrovy kejkle a hochštaplerství aplikují na celé zednářství.
Varšava
Ve Varšavě se Cagliostro představil jako Velký Kopt Egyptského ritu, čímž se mu podařilo proniknout do pravověrných zednářských lóží. Cagliostrem vynalezené neregulérní egyptské svobodné zednářství vysokého stupně Memfis-Misraim se ještě dnes praktikuje v některých zemích. Ve Varšavě byl Cagliostro zpočátku úspěšný a v rámci svého egyptského ritu prováděl spiritistické seance s nezletilými dívkami jako médii. Jeho magické a alchymistické operace a taškářství však byly v roce 1780 odhaleny i tam a on musel z Varšavy uprchnout.
Učitelem okultismu ve Štrasburku
Roku 1781 byl Cagliostro ve Štrasburku jako učitel okultismu a úspěšný magický léčitel. Johann Kaspar Lavater se jen kvůli němu vydal z Curychu do Štrasburku, protože chtěl zjistit, nakolik se jeho způsob léčby shoduje s tím, který používal vymítač ďábla Gassner. Ve Štrasburku, v té době centru mystického zednářství, získal Cagliostro přízeň kardinála a arcibiskupa Louise Césara Constantina de Rohan-Guéméné a přístup k francouzskému dvoru, kde nahradil Franze Antona Mesmera. Cagliostro zde zřídil egyptskou lóži, jejíž systém byl později v Basileji částečně uplatněn v reformovaném skotském obřadu.
Lyon

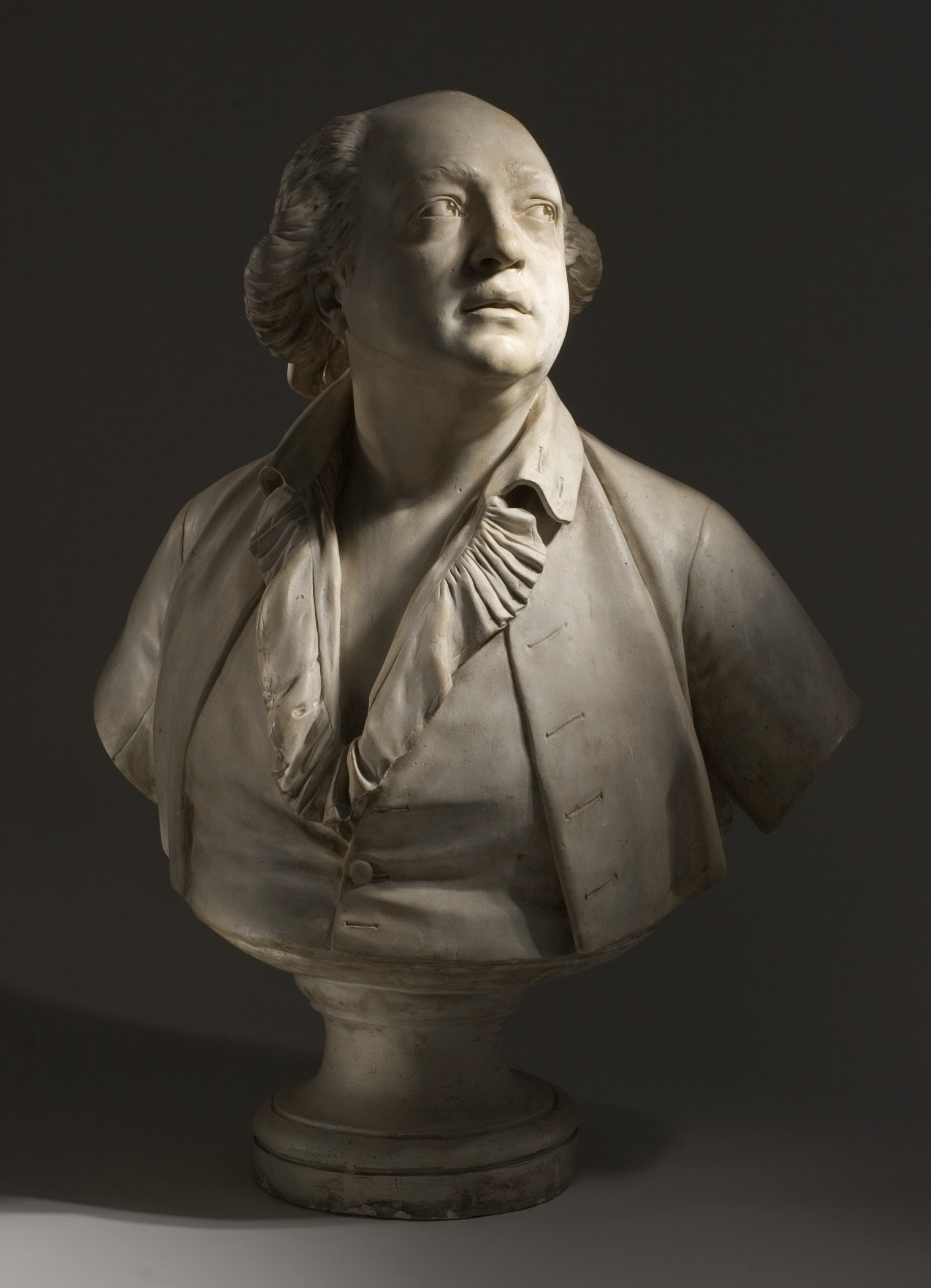
Busta Giuseppa Balsama, Jean-Antoine Houdon, 1786

V říjnu 1784 Cagliostro založil v Lyonu  mateřskou lóži svého egyptského zednářství pod jménem La sagesse triomphante. V roce 1785 byl jeho systém znám v Paříži a v tam založené lóži přijal vévoda lucembursko-montmorencijský roli Velmistra ochránce. V roce 1785 byl Cagliostro pozván konventem filalethitů, aby jim svůj systém představil. Cagliostro byl ochoten této žádosti vyhovět pod podmínkou, že filalethité předtím spálí všechny své archivy a uznají jeho „jediné vždy pravé egyptské zednářství“. Ale v roce 1786 musel Francii opustit, protože byl zapleten do náhrdelníkové aféry.
Jeho soupeř Théveneau de Morande tvrdil v roce 1786 v Courier de l 'Europe, že Cagliostro byl roku 1777 iniciován v londýnské zednářské lóži Esperance Lodge v King' s Head Tavern v Gerard Street, v Soho. Ve skutečnosti o tom neexistují žádné dokumenty stejně jako o tvrzení F. T. Bèguea Cavela, že Cagliostro byl přijat v Německu.

### Odsouzení a smrt
Když se Cagliostro snažil po náhrdelníkové aféře zakotvit v Římě a založil tam novou egyptskou lóži, byl dne 27. prosince 1789 zatčen papežskou policií. Aby si zachránil hlavu, uzavřel během procesu zrádcovskou dohodu s orgány inkvizice a vyslovil propagandisticky účinné přiznání: obvinil ilumináty (tedy svobodné zednáře), že ho svedli. Údajně ho ilumináti ve venkovském domě ve Frankfurtu nad Mohanem přijali a bez jeho vědomí jmenovali jedním z dvanácti velmistrů iluminátství. Zednáři-ilumináti jsou prý primárně zaměřeni proti Francii, na což mají u evropských bank připraveny velké sumy peněz. Podle Cagliostra jsou svobodní zednáři skrytými iniciátory francouzské revoluce, a Cagliostro, vydávající se za ilumináta, jímž nikdy nebyl, je jedním z těch, kdo v pozadí tahají za nitky. Jeho klamavá lítost, při níž využil strachu církve ze zednářů, radikálního osvícenství a revolucí, mu zachránila hlavu. Byl za kacířství, kouzelnictví a zednářství odsouzen k trestu smrti, ale rozsudek byl v roce 1791 změněn na trest odnětí svobody na doživotí.
Cagliostro byl vězněn v Andělském hradě. Jeho manželka nuceně pobývala v klášteře. Inkvizice zabavila esoterický, alchymistický rukopis Nejsvětější Trinosofie. Cagliostro zemřel ve vězení v pevnosti San Leo blízko San Marina po dvou mrtvicích, které krátce po sobě utrpěl. Byl pohřben v San Leo.

## Zpracování

### Film
V roce 1920 vznikl rakousko-německý němý film, historické drama Der Graf von Cagliostro. Režie Reinhold Schünzel, který také hrál titulního hrdinu.
Münchhausen (1943, jubilejní film UFA s Hansem Albersem v hlavní roli), kde hrabě Cagliostro vystupuje ve vedlejší roli, kterou hraje Ferdinand Marian.
V roce 1973 zfilmovala ZDF jako součást dobrodružné čtyřdílné série také příběh Cagliostra ve třech částech s Jeanem Maraisem v hlavní roli. Tento film vychází z románu Joseph Balsamo Alexandra Dumase.

### Hudba
Johann Strauss mladší napsal operetu Cagliostro in Wien, jež měla premiéru roku 1875. Valčík Cagliostro-Walzer (op. 370) také pochází z této operety.

### Muzikál
Možné zapojení hraběte Cagliostra do náhrdelníkové aféry se popisuje v muzikálu Marie Antoinetta od Michaela Kunze a Sylvestera Levaye. Dílo mělo premiéru v roce 2006 v Japonsku.